# Lisa Blunt Rochester
Lisa Blunt Rochester, née le 10 février 1962 à Philadelphie, est une femme politique américaine, élue démocrate du Delaware au Sénat des États-Unis depuis 2025. Elle était auparavant membre de la Chambre des représentants des États-Unis de 2017 à 2025.

## Biographie
Née à Philadelphie, Lisa Blunt Rochester déménage à Wilmington dans le Delaware lorsqu'elle est enfant. Son père, Ted Blunt, devient président du conseil municipal de la ville. Elle est diplômée d'un bachelor of arts de l'université Fairleigh-Dickinson en 1985. 
Elle est l'adjointe du secrétaire à la Santé du Delaware de 1993 à 1998, année où elle devient la première secrétaire au Travail afro-américaine de l'État. En 2001, elle devient la directrice du personnel de l'État avant de présider l'Urban League de Wilmington de 2004 à 2007,. Elle obtient par ailleurs un master de l'université du Delaware en 2003.
En 2016, elle se présente à la Chambre des représentants des États-Unis pour succéder au démocrate John C. Carney, candidat au poste de gouverneur. Donnée au coude-à-coude avec le sénateur d'État Bryan Townsend, elle remporte facilement la primaire avec 44 % des voix, devant Townsend (25 %) et le vétéran Sean Barney (20 %). Dans un État acquis aux démocrates, elle devient alors la favorite pour l'élection générale. Elle rassemble 55 % des suffrages face au républicain Hans Reigle (41 %) et devient la première femme et la première personnalité afro-américaine élue au Congrès des États-Unis pour le Delaware,. Elle est réélue facilement en novembre 2018 aux élections de mi-mandat avec un score de 64 % contre son adversaire républicain. Elle est réélue en novembre 2020 avec un score de 57 % des voix et en novembre 2022 avec 55,5 % des voix.
Elle annonce en juin 2023 sa candidature au Sénat pour l'élection de 2024 à laquelle le démocrate sortant Tom Carper n'est pas candidat à sa réelection. Le 5 novembre 2024, Lisa Blunt Rochester remporte l'élection face au républicain Eric Hansen, devenant ainsi la première femme élue sénatrice de l'État du Delaware.